# Зезери

Река Зезери

Зе́зери (Зезири; порт. Rio Zêzere) — река в Португалии, правый приток реки Тахо (Тежу).
Длина реки составляет 248 км, по другим данным 242 км. Площадь бассейна — 5063,9 км², по другим данным 5043 км²
Река Зезери является крупнейшим притоком Тахо. Она берёт начало вблизи горы Кован-д’Аметаде на хребте Серра-да-Эштрела на высоте 1900 м. Впадает в Тахо вблизи посёлка Конштансия. На реке расположены несколько водохранилищ Меймоа, Санта-Лусия, Кабриль, Буса и Каштелу-де-Боди.
Долина Зезере формировалась в результате деятельности ледников. В результате морозного выветривания в породах образовывались множество трещин. Около посёлка Мантейгаш встречаются моренные формы рельефа.
На реке построены три плотины ГЭС (Кабриль, Буса и Каштелу-ду-Боде), которые ежегодно производят 700 миллионов киловатт-часов.